# Tmarus primitivus
Tmarus primitivus là một loài nhện trong họ Thomisidae.
Loài này thuộc chi Tmarus. Tmarus primitivus được Cândido Firmino de Mello-Leitão miêu tả năm 1929.